# Gerhard Zucker

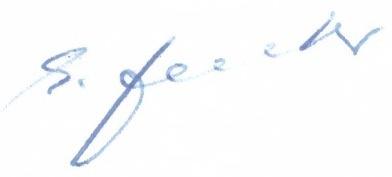
Gerhard Zuckers Unterschrift

Gerhard Zucker (* 22. November 1908 in Hasselfelde; † 4. Februar 1985 in Düren) war ein deutscher Entwickler von Postraketen.

## Leben
Er befasste sich ab 1931 mit dem Problem der Postbeförderung mit Raketen und führte hierzu im Harz und 1933 in Cuxhaven entsprechende Versuche durch. Sie waren jedoch erfolglos und grenzten zumindest teilweise an Betrug, da lediglich Feuerwerksraketen mit einer beeindruckend wirkenden Hülle versehen wurden. Die wissenschaftlich interessierte Presse fiel darauf herein. Sie zeigte ein Bild, wo Zucker neben einer nach Pappe aussehenden, etwa vier Meter langen auf einem Karren montierten Rakete steht:
„Der Hamburger Konstrukteur Zucker hat eine gänzlich neuartige Weltraum-Rakete erfunden, die selbsttätig in gewünschter Höhe photographische Aufnahmen machen und zu ihrem Abschußplatz zurückkehren kann.“
1934 emigrierte Zucker nach England. Eine Raketenvorführung vor hohen Vertretern der britischen Post, bei der Post von Harris zur Insel Scarp zugestellt werden sollte, schlug am 31. Juli 1934 fehl. Er wurde wegen Postbetrugs ausgewiesen und nach Deutschland zurückgeschickt, wo er einige Jahre in Haft saß. Im Zweiten Weltkrieg diente Zucker bis zu seiner Verletzung 1944 in der Luftwaffe.
Das Ende des Krieges erlebte Zucker in seiner Heimatstadt Hasselfelde. Er floh in den niedersächsischen Teil des Harzes, wo er sich als Möbelhändler betätigte. "Zucker Gerhard, Lebensmittel" wohnte 1954 in Schlich (heute zur Gemeinde Langerwehe).  Später zog er nach Düren.
Nach wie vor führte er Raketenversuche durch. Bei einer Raketenvorführung am 7. Mai 1964 auf dem Hasselkopf in Braunlage gab es einen Unfall, der zwei Personen das Leben kostete. Dieser führte zu einem Verbot von privaten Raketenstarts in Westdeutschland, das zum Ende der in Cuxhaven stattfindenden Raketenversuche der Hermann-Oberth-Gesellschaft und der Berthold Seliger Forschungs- und Entwicklungsgesellschaft mbH führte.
In den 1970er Jahren führte Gerhard Zucker erneut einige Starts mit Postraketen durch.

## Raketenstarts (Auswahl)
- April 1933: Im Wattenmeer nahe Cuxhaven.[3]
- 6. Juni 1934: Über der südenglischen Grafschaft Sussex.[4]
- 28. und 31. Juli 1934: Raketenflüge zwischen den Äußeren Hebrideninseln Harris und Scarp.[5]
- 30.10.1934: Triest, Italien. Zeitungsartikel New York Times 31.10.1934.[6]
- Januar 1935: Start vor der englischen Küste zur Insel Wright.[3]
- 14.07.1960: Heistern, (Kreis Düren) Rheinland. Zeitungsartikel in der Dürener Zeitung vom 16.07.1960, worin der Start der "ZR52" als "Jubiläumsflug der 25 Jahre alten Zucker-Postrakete" bezeichnet wird.
- 31.07.1960: Heistern, (Kreis Düren) Rheinland. Zeitungsartikel in der Dürener Zeitung vom 2. August 1960
- Einen unmittelbar bevorstehenden, zeitlich nicht datierten Raketenstart kündigte Zucker mit folgenden Worten an:

„Was Sie hier sehen, ist eine meiner Postraketen; sie hat eine neue Form, nämlich die Stromlinienform. An der Spitze der Rakete ist ein Gummipuffer, der den Aufprall abfedern soll, wenn sie herunterkommt. Ich lege jetzt die Briefe hinein - insgesamt 600 - und der Start wird in ein paar Minuten erfolgen ... Eins, zwei, drei!“

## Adaption in Film und Theater
Zuckers Raketenstart im Juli 1934 von der äußeren Hebrideninsel Scarp bildet die Kernhandlung des im Jahre 2004 erschienenen, britischen Filmdramas „The Rocket Post“, bei dem Ulrich Thomsen die Hauptrolle des Gerhard Zucker spielt.
Ebenfalls wurde dieser Raketenstart vom Nationaltheater Schottland inszeniert und als Theaterstück unter dem Namen „Rocket Post“ von September bis Oktober 2017 aufgeführt.